# Ибусуки, Хироси
Хироси Ибусуки (яп. 指宿 洋史 Ибусуки Хироси, род. 27 февраля 1991 года в Нагареяме) — японский футболист, нападающий австралийского клуба «Аделаида Юнайтед».

## Клубная карьера
Ибусуки с девяти лет занимался в футбольной школе «Касива Рейсол». В 2009 году молодой игрок перешёл в «Жирону», команду второй испанской лиги. За эту команду он провёл всего шесть матчей и в основном выступал за более скромные испанские клубы. В этих клубах Хироси хорошо проявил себя и получил приглашение в «Севилью». Он выступал за вторую команду клуба, «Севилья Атлетико», в составе которой игрок забил двадцать голов в тридцати двух встречах. 21 января 2012 года Хироси дебютировал в Примере в матче против «Бетиса». Сезон 2012/13 японец провёл в бельгийском «Эйпене» на правах аренды, за сезон он забил девять голов.

## Карьера в сборной
Хироси выступал за юношескую и молодёжную сборные Японии. В юношеской команде он выступал результативно — забил четыре гола в пяти матчах. А за молодёжную команду Хироси провёл всего две игры, в которых не забил ни разу.